# Kolumbianische Botschaft in Berlin

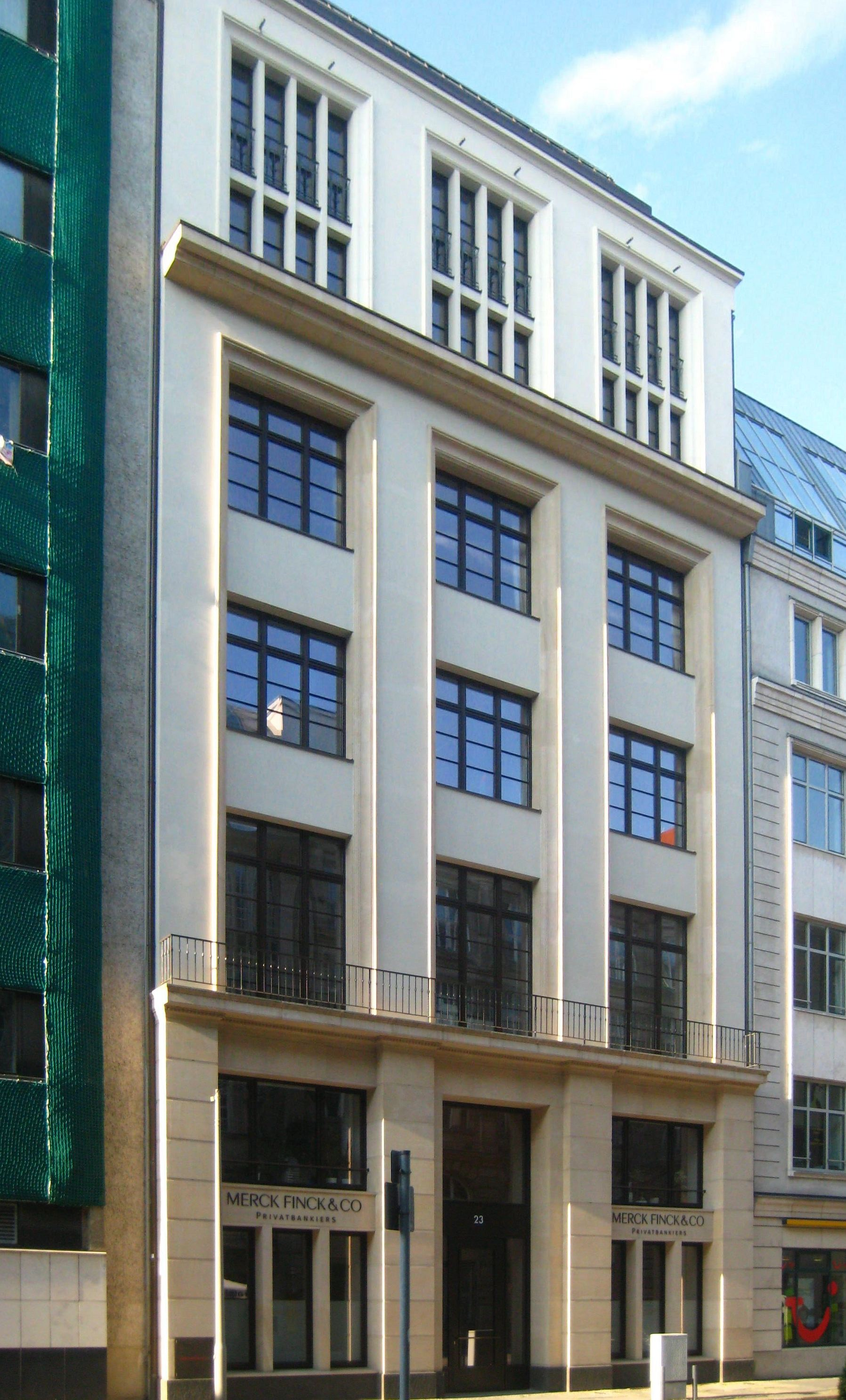
Botschaft in der Taubenstraße 23

Die kolumbianische Botschaft in Berlin ist die diplomatische Vertretung der Republik Kolumbien in Deutschland. Sie befindet sich in der Taubenstraße 23 im Ortsteil Mitte des gleichnamigen Bezirks.
Botschafterin ist seit dem 24. Oktober 2022 Yadir Salazar Mejia.
Kolumbien unterhält ein Generalkonsulat in Frankfurt am Main und Honorarkonsulate in Bremen, Hamburg und Stuttgart.

## Geschichte
Auf diplomatischer Ebene existieren deutsch-kolumbianische Beziehungen bereits seit 1872. Im Jahr 1900 bestand in der damaligen Hauptstadt des deutschen Kaiserreichs ein Consulat für Columbien. Der Konsul Siegfried Sachs hatte seinen Sitz in der Brücken-Allee 34, im heutigen Ortsteil Tiergarten, damals Altes Hansaviertel.
Am 13. Januar 1953 nahmen Kolumbien und die Bundesrepublik Deutschland diplomatische Beziehungen auf. Seit November 1958 befand sich die Botschaft Kolumbiens in der Friedrich-Wilhelm-Straße 35 in Bonn. Als erstes lateinamerikanisches Land verlegte Kolumbien seine Botschaft nach Berlin in die Kurfürstenstraße 84 im Ortsteil Tiergarten des Bezirks Mitte. Jetzt (Stand: 2023) befindet sie sich in der Taubenstraße 23.
Zwischen Kolumbien und der DDR bestanden seit dem 23. März 1973 diplomatische Beziehungen. Die kolumbianische Botschaft befand sich in der Ost-Berliner Clara-Zetkin-Straße 89 im Stadtbezirk Mitte. Das Gebäude wurde von der Anlagenimport GmbH, einem Unternehmen der Kommerziellen Koordinierung, errichtet und vom Dienstleistungsamt für ausländische Vertretungen in der DDR, einer Einrichtung des Ministeriums für Auswärtige Angelegenheiten der DDR, vermietet.
Die Beziehungen zwischen Deutschland und Kolumbien haben sich stetig weiterentwickelt. Dies spiegeln gegenseitige Besuche hochrangiger deutscher und kolumbianischer Politiker wider, wie 2008 der der Bundeskanzlerin Angela Merkels und des kolumbianischen Präsidenten Álvaro Uribe und Juan Manuel Santos.

## Gebäude
Das Geschäftshaus wurde 1875 erbaut und 1924 vom Architekten Paul Zucker modern überformt.  Erker, Stuck und Balkone wurden durch eine moderne Fassade ersetzt und das Dachgeschoss zu einem Vollgeschoss ausgebaut. Im Zweiten Weltkrieg blieb das Vorderhaus weitgehend intakt, Seitenflügel und Quergebäude wurden stark zerstört. Hinter der denkmalgeschützten Fassade entstand 2003/2004 nach den Plänen des Architekturbüros Kahlfeldt Architekten ein achtgeschossiger Neubau.

## Botschafter
- 2011, 19. Oktober: Juan Mayr Maldonado[11]
- 2016, 29. August: María Lorena Gutiérrez Botero[12]
- 2017, 15. Dezember:María Elvira Pombo[13]
- 2018, 19. Dezember:Hans Peter Knudsen Quevedo[14]
- 2022, 5. Mai: Felipe Buitrago Restrepo[15]
- 2022, 24. Oktober: Yadir Salazar Mejia[16]

## Aufgaben
Die Botschaft von Kolumbien in Berlin ist ein Ort der Repräsentation und dient insbesondere der Pflege bilateraler Beziehungen zwischen Kolumbien und Deutschland sowie der Vertretung kolumbianischer Interessen in der Bundesrepublik. Im Vordergrund stehen dabei die Pflege und Entwicklung der Beziehungen mit Deutschland. Zu den Aufgaben der Botschaft gehören unter anderem die Bereitstellung von Informationen über Einreise-, Aufenthalts- und Arbeitsbedingungen Kolumbiens, Ausstellung und Verlängerung von Pässen und anderen amtlichen Dokumenten, Unterstützung bei finanziellen und anderen Notlagen oder Meldung von Geburten, Todesfällen und Heiraten, die im Ausland stattgefunden haben. Es werden Einreisevisa für Ausländer ausgestellt und die Militärsituation für die im Ausland lebenden Wehrpflichtigen geregelt.